# Санденс 1987

Офіційний постер кінофестивалю США 1987

3-й щорічний кінофестиваль «Санденс» (назва на момент проведення — Кінофестиваль Сполучених Штатів Америки) проходив з 16 по 25 січня 1987 року в американському місті Парк-Сіті, штат Юта.
На кінофестивалі було представлено близько 70 художніх фільмів і 15 короткометражок.
Крім того, фестиваль продемонстрував чергову хвилю канадського кіно, а також виокремив для показу кілька фільмів з британського телеканалу «Channel Four Television».
З метою створення інтересу до американського незалежного кіно та його поширення в Японії кінофестиваль паралельно проводив заходи в Токіо.

## Переможці
2 нагороди та 1 номінацію отримала документальна стрічка австралійського режисера Девіда Бредбері «Чилі: Коли це скінчиться?», в якій автор розповідає, як він, вдаючи, що знімає фільм про музику, проник у Чилі, щоб дослідити події в країні, що трапилися 1973 року (військовий переворот, убивство президента Сальвадора Альєнде та встановлення диктатури генерала Авґусто Піночета) й порівняти їх з теперішнім станом речей (тобто, станом на 1986 рік, коли відбувалися зйомки фільму), залишаючи глядачеві можливість самому вирішувати, де правда, а де вигадка.
Загалом, на церемонії нагородження було роздано 9 нагород:
- Ґран-прі журі за драматичний фільм — «Очікуючи на Місяць» і «Халепа з Діком»
- Ґран-прі журі за документальний фільм — «Марш Шермана»
- Приз за досконалу операторську роботу в драматичному фільмі — «Нелегка справа»
- Приз за досконалу операторську роботу документальному фільмі — «Чилі: Коли це скінчиться?»
- Спеціальне визнання журі — «Проститутки» і «На березі ріки»
- Спеціальний приз журі за документальний фільм — «Чилі: Коли це скінчиться?»
- Спеціальний приз журі за оригінальність — «Павільйон Саллівана»

## Журі
Журі конкурсних програм фестивалю було представлено 10 членами.

### Члени журі програми драматичних фільмів
- Емі Робінсон
- Жан-Жак Бенекс
- Девід Енсен
- Кіт Карсон
- Ренда Гейнс

### Члени журі програми документальних фільмів
- Джейн Лоудер
- Шейла Бенсон
- Роберт Ґарднер
- Пітер Біскінд
- Девід Локстон

## Цікаві факти
- Окрім визнання на кінофестивалі США, фільм «Чилі: Коли це скінчиться?» у 1987 році номінувався на здобуття премії «Оскар» за найкращий документальний повнометражний фільм[6].
- Американський кіносценарист і критик Девід Енсен у 1992 році знову був членом журі програми драматичних фільмів фестивалю[7].